# Pak Hwasong
Pak Hwasŏng o Pak Kyŏngsun (1904–1988) fou una novel·lista, assagista i escriptora de relats. Sent testimoni de l'ocupació japonesa de Corea i de la Guerra de Corea, les històries de Pak tenen un rerefons de preocupacions socials i de la particular situació de les dones preses de situacions que estan fora del seu control.
La seua primera història en ser publicada, 'Ch'usŏk chŏnya' ("Vespra del Dia de Collita de Tardor") - la història d'una noia que treballa una empresa tèxtil -, va aparèixer a la revista literària Chosŏn mundan el 1925. El 1926 entrà al departament d'anglès de la Universitat Femenina del Japó (Japó), unint-se a la secció toquiota del moviment Kŭnuhoe. No podent acabar els seus estudis, Pak tornà a Corea, treballant com a educadora en escoles i en una varietat d'organitzacions literàries.